# Крозия
Крозѝя (на италиански: Crosia, на местен диалект Crusia, Крузия) е град и община в Южна Италия, провинция Козенца, регион Калабрия. Разположен е на 230 m надморска височина. Населението на общината е 9532 души (към 2012 г.).